# Julien Bérard
Pour les articles homonymes, voir Bérard.
Julien Bérard, né le 27 juillet 1987 à Paris, est un coureur cycliste français, professionnel au sein de l'équipe AG2R La Mondiale de 2010 à 2017.

## Biographie

### 2008-2009: résultats prometteurs
En 2005, il remporte une étape du Tour du Valromey chez les juniors. En 2008, il termine deuxième du Tour des Pays de Savoie et gagne le Tour de la Creuse. Il s'impose également lors de la deuxième étape du Tour du Gévaudan et devient stagiaire le 1er août 2008 avec l'équipe AG2R La Mondiale sans pour autant décrocher de contrat professionnel. 
En 2009, il remporte le Grand Prix de Saint-Étienne Loire et la dernière étape de la Ronde de l'Isard d'Ariège, dont il prend la 10e place du classement final. Il termine troisième de la Mi-août bretonne, une épreuve comptant pour l'UCI Europe Tour 2009. Il obtient une victoire d'étape au Tour de l'Avenir où il porte le maillot de leader pendant cinq jours. Il s'engage avec Ag2r pour la saison 2010 et signe donc son premier contrat professionnel. Il est récompensé de sa saison en remportant le Vélo d'or français 2009 dans la catégorie espoirs.

### 2010-2017: professionnel chez Ag2r

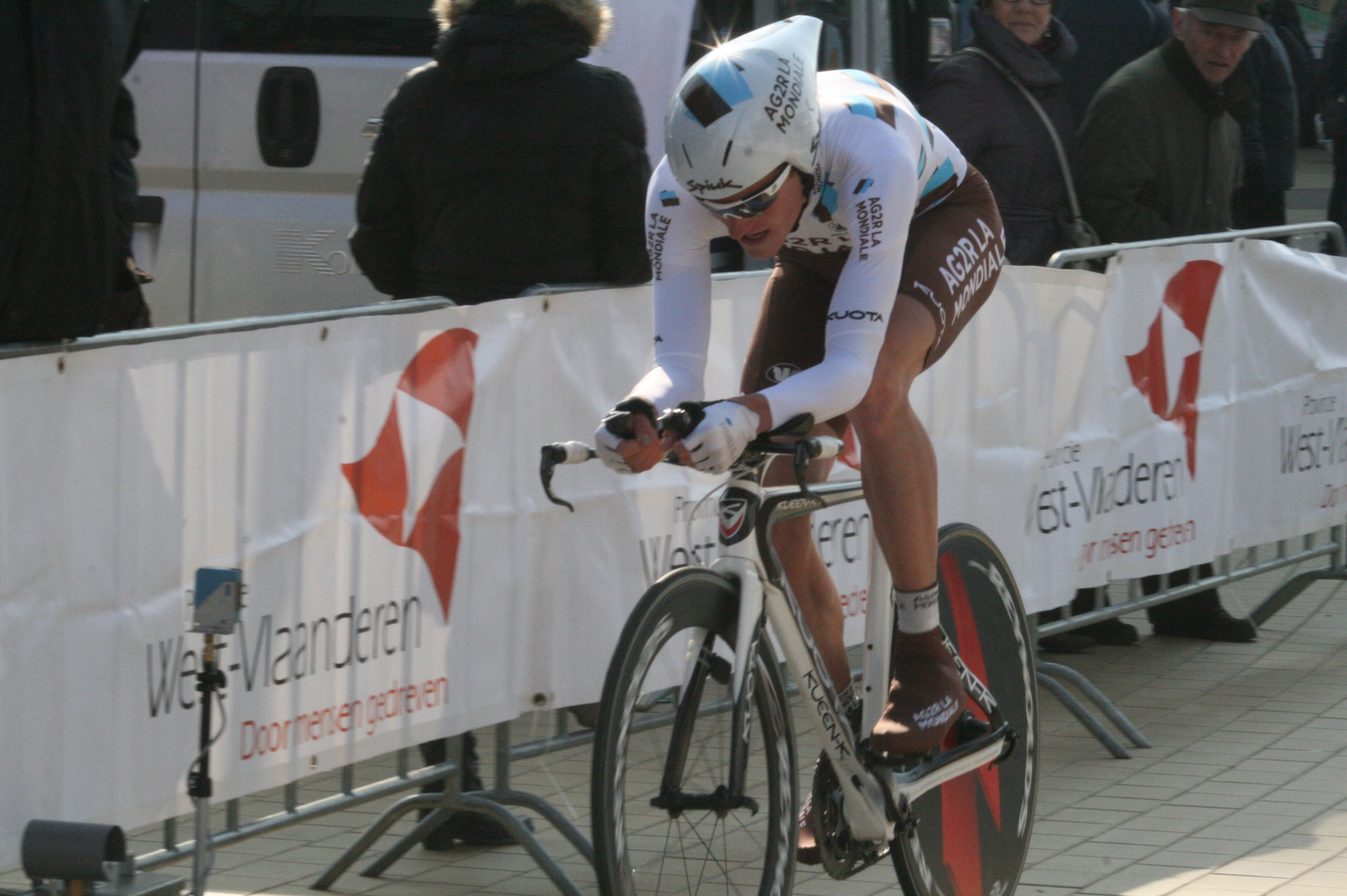
Julien Bérard passe professionnel en 2010 au sein de l'équipe Ag2r La Mondiale.

Dès sa première course dans le monde professionnel, la Tropicale Amissa Bongo, Julien Bérard obtient des places d'honneur et une sixième position au classement général final. Il prend part à sa première compétition de l'UCI Pro Tour, le Tour des Flandres, lors duquel il abandonne. Il termine ensuite huitième de la Polynormande à deux minutes du vainqueur Andy Cappelle.
Lors de la saison 2011, il démontre ses aptitudes de grimpeur lors du Tour de San Luis qu'il achève dans les quinze premiers, et surtout lors du championnat de France sur route où il prend la quatrième place. Il participe à son premier grand tour, le Tour d'Italie, et termine la compétition à la 123e place. Son premier et unique podium de la saison a lieu à l'occasion du Tour du Doubs, où il n'est devancé que par Arthur Vichot et Romain Hardy.
Il entame en 2012 sa troisième saison professionnelle au sein de l'équipe Ag2r. Il n'obtient qu'une huitième place de la Route Adélie de Vitré en tant que seul résultat significatif. En fin de saison, il obtient deux quatorzièmes places sur le Tour de Vendée et Paris-Tours.
À l'issue de la saison 2017, il n'est pas conservé par AG2R La Mondiale. Ne trouvant pas de nouvel employeur, il décide de mettre fin à sa carrière de coureur.

### L'après carrière
En 2018, il lance sa société spécialisée dans les cars-podiums situés dans les aires de départ et d'arrivée des courses

## Palmarès et classements mondiaux

### Palmarès
- 2005
  - 3e étape du Tour du Valromey
- 2007
  - 3e étape du Tour du Béarn
- 2008
  - Triptyque de la Vallée de l'Ance :
    - Classement général
    - 1re étape

  - 2e étape du Tour du Jura
  - Classement général du Tour de la Creuse
  - 2e étape du Tour du Gévaudan
  - 2e du Tour des Pays de Savoie
- 2009
  - Grand Prix de Saint-Étienne Loire
  - Tour du Chablais (ex æquo avec Jean-Lou Paiani)
  - 4e étape de la Ronde de l'Isard d'Ariège
  - 1re étape du Tour de l'Avenir
  - Grand Prix Guilloteau
  - 3e du Tour du Périgord
  - 3e de la Mi-août bretonne
- 2011
  - 3e du Tour du Doubs

### Résultats sur les grands tours

#### Tour d'Italie
6 participations
- 2011 : 123e
- 2012 : 110e
- 2013 : non-partant (8e étape)
- 2014 : 70e
- 2015 : 105e
- 2017 : 131e

#### Tour d'Espagne
1 participation
- 2013 : 94e

### Classements mondiaux
| Année          | 2011 | 2012 | 2013 | 2014 | 2015 | 2016 |
| -------------- | ---- | ---- | ---- | ---- | ---- | ---- |
| UCI World Tour | nc   | nc   | nc   | nc   | nc   | nc   |

## Distinctions
- Vélo d'or Espoirs : 2009